# Бюгараш
 Тази статия е за френското селище.  За термина вижте Бугараши.  
Бюгараш (на френски: Bugarach, на окситански Burgarag) е малко селище и едноименен връх (1230 m) до него във Франция, в регион Лангедок-Русийон, департамент Од, кантон Куиз, окръг Лиму. Има постоянното население около 200 жители (2011 г.) Най-близкият по-голям град e Каркасон на 38 km.
Древното селище в Лангедок за пръв път писмено е споменато в 889 г. като „Villa Burgaragio“ и запазва името си практически непроменено през следващите векове. Регионът е присъединен към Франция едва през 1271 г., след като е завоюван от Албигойския кръстоносен поход.
Известността си селото и стръмният планински връх дължат на легендите за древно езотерично знание и енергии, събиращи са на свещеното място, явления на извънземни обекти, езотерично християнство, ордена на тамплиерите, прословутия свещен граал скрит тук и пр. През 60-те и 70-те години на ХХ век връх Бюгараш става популярно място за хипи движението. По-късно през 20 век добива още популярност сред последователите на „Ню ейдж“ които вярват че планината е център на мистични сили, последната мания е, че при преобръщането на света (Апокалипсис) „предречено“ в календара на маите в края на 2012 г. това е единственото благодатно място на цялата планета.

## Връх Бюгараш
Притежаващият необичайна форма връх Бюгараш висок 1230 m и неговите околности са популярно място сред привържениците на алтернативната култура. В 60-те и 70-те години на 20 век тук се образува село на последователите на хипи движението. В края на века върхът е обявен за място на непознати енергии и прочее свръхнормални явления от мистическите течения на ню-ейдж и уфологията. В 2011 г. върхът е посетен от 20 хил. души, като властите дори се опасяват от масово самоубийство сред разполагащите се тук сектанти и поклонници. В навечерието на 21 декември 2012 г. върхът става мощна точка на привличане за вярващите в настъпването на Апокалипсиса в този ден и в това, че устроилите във върха своя база пришелци ще напуснат Земята, ще вземат със себе си намиращите се тук хора и ще благословят и запазят от злото само тези, които са в околността. Властите съвсем не подценяват опасността от струпване на 100 хил. поклонници и за предотвратяване на масови инциденти затварят достъпа като ограждат заледения връх.

## Забележителности
- Замък Бюгараш
- Връх Бюгараш
- Средновековен храм на Бюгараш
- Водопад, разположен на 3 km от Бюгараш
- Римски античен мост

## Други
Според българския археолог Николай Овчаров името на селото, което той нарича Бугараш, има български корени.